# Elizabeth Amoaa
Elizabeth Amoaa, née le 16 août 1983, est une millitante féministe pour les droits des femmes en matière de santé reproductive et gynécologique. Son organisation  Speciallady Awareness fondée en 2017 a pour objectif d'éduquer et de responsabiliser les femmes et les jeunes filles sur les conditions gynécologiques. 

## Biographie

### Formation
Née à Accra, au Ghana, Elizabeth fréquente l'école préparatoire Most Holy Heart à Dansoman  et  s'installe ensuite en France où elle termine ses études secondaires au Collège le Segrais. Ensuite elle complète ses études au Collège Léonard De Vinci à Melun .
En 2003, elle déménage  à Londres pour poursuivre ses études supérieures à la London Metropolitan University et à l'Université de Surrey où elle obtient respectivement une maîtrise  en droit et un master en droit.

### Parcours humanitaire
Elle fonde Speciallady Awareness en 2017 dans le but d'éduquer  les jeunes femmes sur les conditions gynécologiques.
Elle fait des dons à des organisations, des écoles et des hôpitaux au Ghana dont 37 hôpitaux militaires sous son organisation en collaboration avec 3FM.   
Pendant le confinement lié au Covid au Ghana en avril 2020, Amoaa s'associe avec la personnalité médiatique ghanéenne Abeiku Santana pour nourrir des milliers de personnes à Accra. L'association caritative Speciallady Awareness d'Amoaa accompagne régulièrement des projets de sensibilisation et fait don de produits sanitaires aux écoles et aux communautés du Ghana,. L'ONG Speciallady Awareness fait don de fournitures médicales d'une valeur de 120 000 de dollars à des unités de soins de santé et des dons de 25 000 serviettes hygiéniques à des étudiantes dans diverses communautés du Ghana.

## Publication
Elle écrit le livre intitulé The Unspoken Identity,.  Son livre Unspoken Identity est approuvé par le Conseil national du curriculum et de l'évaluation (NaCCA) au Ghana pour être utilisé comme matériel pédagogique complémentaire dans les lycées.

## Vie privée
Elizabeth vit actuellement à Andover, Hampshire, au Royaume-Uni avec son mari et leur enfant. 

## Reconnaissances
En 2020,  elle figure parmi les femmes distinguées du Ghana dans le social et la santé,.